# (33197) Charlallen
(33197) Charlallen est un astéroïde de la ceinture principale.

## Description
(33197) Charlallen est un astéroïde de la ceinture principale. Il fut découvert le 20 mars 1998 à Socorro (Nouveau-Mexique) par le projet LINEAR. Il présente une orbite caractérisée par un demi-grand axe de 3,17 UA, une excentricité de 0,11 et une inclinaison de 3,0° par rapport à l'écliptique.